# Robert Jennings
Sir Robert Yewdall Jennings (ur. 19 października 1913, zm. 4 sierpnia 2004), prawnik brytyjski, sędzia Międzynarodowego Trybunału Sprawiedliwości.
Był sędzią MTS od 1982 do 1995; w latach 1991–1994 prezes Trybunału.